# Stefano Marchetti
Stefano Marchetti (Trento, 11 ottobre 1986) è un hockeista su ghiaccio italiano, milita come difensore nell'Hockey Pergine, squadra della Italian Hockey League.

## Biografia
Stefano Marchetti è fratello maggiore di Michele, figlio di Luigi e nipote di Giovanni, tutti hockeisti su ghiaccio.

## Carriera

### Club
Marchetti esordì in Serie A nel corso della stagione 2002-03 con la maglia dell'HC Val di Fassa. Nel corso degli anni aumentò il numero di punti ottenuti, fino ad arrivare nella stagione 2007-08 a concludere la stagione regolare con 16 punti raccolti in 36 apparizioni. Dopo sette stagioni trascorse in Val di Fassa Marchetti nell'estate del 2009 passò al Pontebba.
Con i friulani disputò le due stagioni successive, totalizzando 36 punti in 71 partite giocate. Al termine della stagione 2010-11 firmò un nuovo contratto, accasandosi all'Asiago, formazione campione d'Italia in carica e nella quale militò anche lo zio Giovanni. La stagione successiva (2012-13) prolungò il contratto con l'Asiago, ma fu costretto a saltare la prima parte della stagione a causa di un infortunio occorso durante una partita giocata con la Nazionale. Sempre nel roster vicentino, nella stagione 2014-2015 alzò al cielo il suo secondo tricolore, dopo la vittoria del titolo di due anni prima.
Rimase con gli stellati fino all'estate del 2017, quando passò all'Hockey Club Bolzano, dove già militava il fratello Michele. Quest'ultimo lasciò il Bolzano già al termine della stagione 2017-2018 (chiusa con la vittoria del titolo), mentre Stefano rimase tre stagioni; nell'estate del 2020 fece poi ritorno all'Asiago.

### Nazionale
Fra il 2004 ed il 2005 Marchetti rappresentò diverse volte le nazionali italiane U18 e U20 nei campionati mondiali di categoria di Prima Divisione.
Dopo aver esordito con la Nazionale maggiore nel 2006, prese parte al campionato mondiale del Prima Divisione del 2009 in Polonia, nel quale l'Italia ritrovò la qualificazione al Gruppo A. Giocò successivamente i mondiali del 2010 e del 2012. Nel 2013 prese parte al mondiale di Prima Divisione disputatosi in Ungheria. Nel 2015 disputò i mondiali di Prima Divisione in Polonia. Nel febbraio 2016 vinse con il Blue Team il torneo preolimpico disputatosi a Cortina d'Ampezzo. Nella primavera dello stesso anno partecipò al mondiale di Prima Divisione disputotosi in Polonia, in cui l'Italia riuscì a guadagnarsi la promozione in Top Division.

## Palmarès

### Club
- Campionato italiano: 4

Asiago: 2012-2013, 2014-2015, 2020-2021, 2021-2022
- Campionato austriaco: 1

Bolzano: 2017-2018
- Supercoppa italiana: 3

Asiago: 2013, 2020, 2021
- Alps Hockey League: 1

Asiago: 2021-2022

### Nazionale
- Campionato mondiale di hockey su ghiaccio - Prima Divisione: 1

Polonia 2009

### Individuale
- Maggior numero di reti per un difensore del Campionato mondiale di hockey su ghiaccio - Prima Divisione: 1

Ungheria 2013 (1 rete)
- Top Player on Team del Campionato mondiale di hockey su ghiaccio - Prima Divisione Gruppo A: 1

Polonia 2015
- Maggior numero di assist della Serie A: 1

2016-2017 (3 assist)
- Maggior numero di assist per un difensore della Serie A: 1

2016-2017 (3 assist)
- Maggior numero di punti per un difensore della Serie A: 1

2016-2017 (3 punti)